# فلورنسيو مولينا كامبوس
فلورنسيو مولينا كامبوس (بالإسبانية: Florencio Molina Campos)‏ هو رسام توضيحي ورسام أرجنتيني، ولد في 21 أغسطس 1891 في بوينس آيرس في الأرجنتين، وتوفي بنفس المكان في 16 نوفمبر 1959.